# Dia del Mar

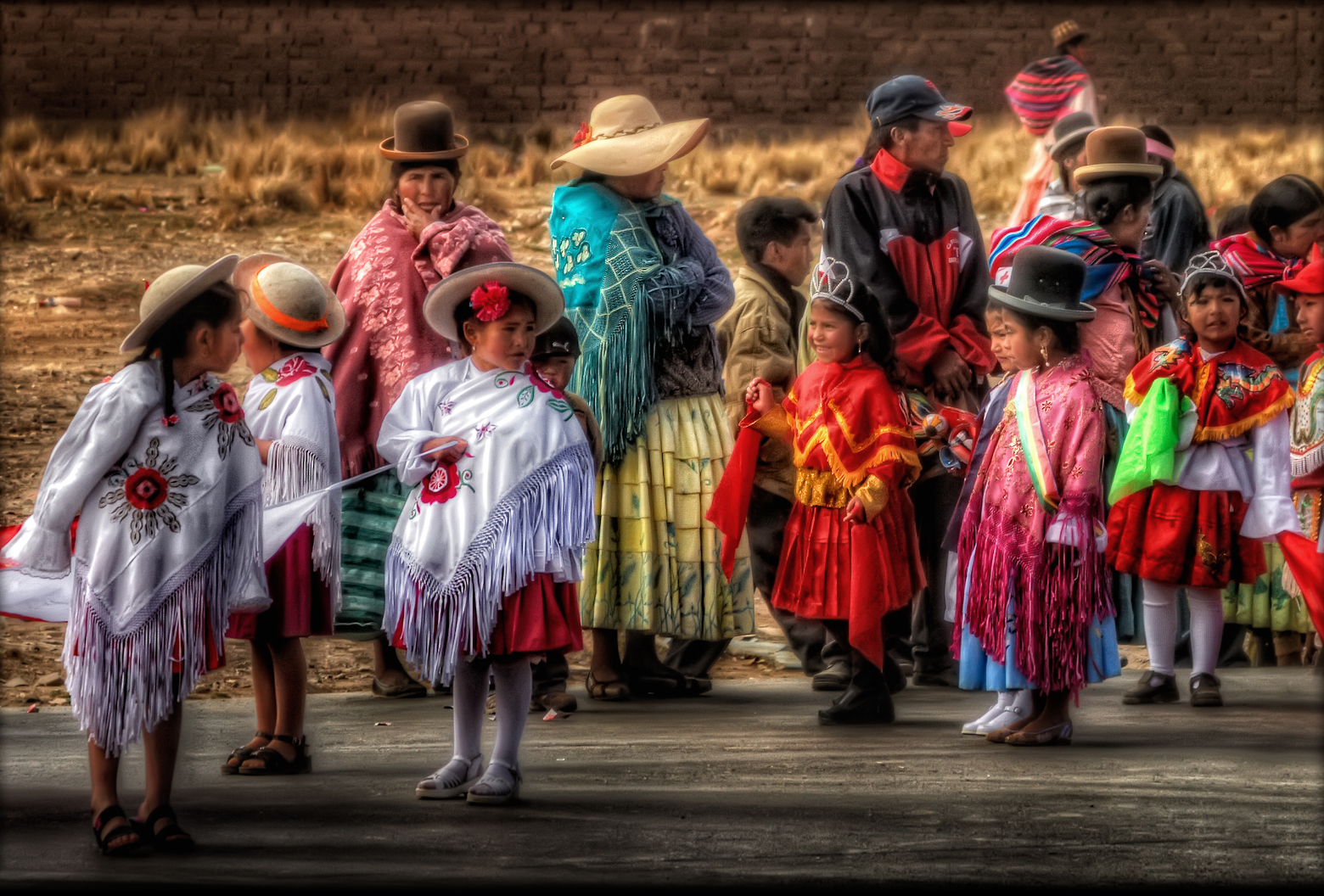
Desfilada a El Alto, en commemoració del Dia del Mar.

A Bolívia es coneix com a Dia del Mar a una celebració anual en la que es recorda la pèrdua del departament del Litoral a causa de la Guerra del Pacífic a favor de Xile al segle xix. Se celebra cada 23 de març amb una cerimònia central a la Plaça Avaroa, en homenatge a Eduardo Avaroa, de la ciutat de la Paz amb la participació del president de la nació, i també es recorda a nivell nacional amb diferents actes. Bolívia considera que el dia del Mar és una oportunitat propícia per reivindicar la posició boliviana d'una sortida sobirana i útil a l'Oceà Pacífic.